# Roman Čechmánek
Roman Čechmánek (Gottwaldow, 2 de marzo de 1971-Chrudim, 12 de noviembre de 2023) fue un jugador de hockey sobre hielo profesional checo. Jugó profesionalmente en la República Checa, Alemania, y de 2000 a 2004 en la Liga Nacional de Hockey de los Estados Unidos con los Philadelphia Flyers y Los Angeles Kings. Čechmánek también jugó para la selección checa en múltiples torneos internacionales, incluidos siete Mundiales.

## Trayectoria
Roman Čechmánek comenzó su carrera en el club de su ciudad natal, el TJ Gottwaldov, con el que disputó su primer partido de élite, la Extraliga, durante la temporada 1989-1990.
Sin embargo, sólo obtuvo un puesto titular en el primer equipo después de fichar por el HC Vsetín en 1993. Un año después, ganó su primer título de campeonato checo con el Vsetín y fue elegido mejor portero del campeonato. En las siguientes cuatro temporadas, Vsetín ganó cuatro títulos de liga más.
En 2000, dejó el club después de siete años y firmó con los Philadelphia Flyers de la Liga Nacional de Hockey, que acababan de seleccionarlo en la posición 171 en el Draft de entrada de la NHL de 2000. Čechmánek rápidamente se convirtió en el portero titular y estuvo a punto de ganar el trofeo al mejor portero: el Vezina, premio que ganó su compatriota Dominik Hašek. Fue elegido para participar en el Juego de Estrellas durante esa temporada.
Durante la temporada 2002-2003 ganó el Trofeo William M. Jennings, como portero del equipo con menos goles encajados. Tras ser eliminado de la serie en cuartos de final con el Hamburgo, anunció que había sido contratado para la temporada 2006-2007 por el Linköpings HC del Elitserien pero terminó la temporada en su país natal para el club HC Oceláři Třinec.